# Biljana Kovačević-Vučo
Biljana Kovačević-Vučo (serb. Биљана Ковачевић Вучо; ur. 21 maja 1952 w Belgradzie, zm. 20 kwietnia 2010 tamże) – serbska prawniczka i działaczka społeczna.

## Życiorys
Była jedną z trzech córek generała armii jugosłowiańskiej Veljko Kovačevicia i Ines Valo. Uczyła się w Skopju, a następnie w Belgradzie. W 1977 ukończyła studia na Wydziale Prawa Uniwersytetu Belgradzkiego. W 1978 zdała egzamin adwokacki. W latach 1978–1988 pracowała jako radca prawny, a następnie w latach 1988-1996 w wydziale karnym Sądu Najwyższego Serbii. Od 1996 pracowała w kancelarii prawnej, specjalizując się w sprawach związanych z łamaniem praw człowieka. 
W latach 90. XX w. zaangażowała się w działalność antywojenną. Współtworzyła kilka organizacji pozarządowych, w tym serbską sekcję Helsińskiego Komitetu Praw Człowieka, a także Centrum Akcji Antywojennych w Belgradzie, w którym zajmowała się pomocą dla osób doświadczających dyskryminacji w czasie wojny. W 1997 stanęła na czele Komitetu Prawników na rzecz Praw Człowieka (YUCOM), którym kierowała do swojej śmierci. Zgodnie ze swoim statutem YUCOM stanowił profesjonalne, dobrowolne, pozarządowe stowarzyszenie obywateli skupione w celu ochrony i promowania praw człowieka zgodnie z ogólnie przyjętymi standardami cywilizacyjnymi, konwencjami międzynarodowymi i prawem krajowym. Była członkiem rady redakcyjnej lewicowego czasopisma Novi Plamen. W 2008 została wyróżniona nagrodą Ledolomac za działalność na rzecz praw człowieka i tworzenia społeczeństwa obywatelskiego. Od 2007 była związana z Partią Liberalno-Demokratyczną, zasiadając w Radzie Politycznej partii.
Była mężatką, miała dwóch synów. Zmarła w roku 2010 w wyniku komplikacji po przeszczepie nerki. Pochowana 23 kwietnia 2010 na Nowym Cmentarzu w Belgradzie.